# Verena Veit
Verena Veit (* 13. Februar 2002) ist eine deutsche Skilangläuferin.

## Werdegang
Veit, die für den SC Oberstdorf startet, nahm von 2019 bis 2022 an U18 und U20-Rennen im Alpencup teil und kam dabei in der Saison 2021/22 auf den fünften Platz in der U20-Gesamtwertung. Bei den Junioren-Skiweltmeisterschaften 2021 in Vuokatti belegte sie den 11. Platz im Sprint sowie den achten Rang mit der Staffel und bei den Junioren-Skiweltmeisterschaften 2022 in Lygna den 37. Platz im Sprint sowie den 12. Rang über 5 km klassisch. Zudem gewann sie dort die Bronzemedaille mit der Staffel. In der Saison 2022/23 startete sie in St. Ulrich am Pillersee erstmals im Skilanglauf-Alpencup, wobei sie achten Platz im Sprint errang und erreichte in Oberstdorf mit dem dritten Platz im Sprint sowie in Prémanon mit dem zweiten Platz im 10-km-Massenstartrennen ihre ersten Podestplatzierungen in dieser Rennserie. Die Saison beendete sie auf dem sechsten Platz in der Gesamtwertung. Bei den U23-Weltmeisterschaften 2023 in Whistler lief sie jeweils auf den 29. Platz im 20-km-Massenstartrennen und über 10 km Freistil sowie auf den 21. Rang im Sprint. In der Saison 2023/24 nahm sie in Oberstdorf erstmals am Skilanglauf-Weltcup teil, wobei sie mit dem 38. Platz im Sprint und mit dem 34. Rang im 20-km-Massenstartrennen ihre ersten Weltcuppunkte holen konnte. Bei den U23-Weltmeisterschaften 2024 in Planica belegte sie den 13. Platz über 10 km klassisch und jeweils den vierten Rang mit der Staffel und im Sprint. In der Saison 2024/25 holte sie im Sprint in St. Ulrich am Pillersee sowie in Oberwiesenthal ihre ersten Siege im Alpencup und kam beim Weltcup in Les Rousses mit dem 35. Platz im 20-km-Massenstartrennen sowie mit dem 19. Rang im Sprint erneut in die Punkteränge.

## Siege bei Continental-Cup-Rennen
| Nr. | Datum             | Ort                     | Disziplin        | Serie    |
| --- | ----------------- | ----------------------- | ---------------- | -------- |
| 1.  | 20. Dezember 2024 | St. Ulrich am Pillersee | Sprint Freistil  | Alpencup |
| 2.  | 4. Januar 2025    | Oberwiesenthal          | Sprint klassisch | Alpencup |
| 3.  | 14. März 2025     | Prémanon                | Sprint Freistil  | Alpencup |